# Wheatland (Iowa)
Pour les articles homonymes, voir Wheatland.
Wheatland est une ville du comté de Clinton, en Iowa, aux États-Unis. La ville est fondée en 1858 sous la direction de John Bennett. Elle est nommée en l'honneur de la propriété de James Buchanan à Lancaster (Pennsylvanie). Elle est incorporée le 13 juillet 1869.

## Source de la traduction
- (en) Cet article est partiellement ou en totalité issu de l’article de Wikipédia en anglais intitulé « Wheatland, Iowa » (voir la liste des auteurs).